# Busch (Grevenbroich)
Busch ist ein Stadtteil von Grevenbroich im Rhein-Kreis Neuss, Nordrhein-Westfalen.

## Lage
Die Ortschaft grenzt im Norden und Osten an die Landstraße 361. Im Süden von Busch befinden sich Felder, die in Hemmerden enden. In westlicher Richtung befindet sich die Ortschaft Jüchen-Damm.

## Geschichte
Im Jahre 1794 besetzten französische Truppen die Ortschaft Busch und der Ort kam zum Département de la Roer.  1815 kam die Ortschaft Busch an das Königreich Preußen und wurde 1816 der Gemeinde Hemmerden im Kreis Grevenbroich im Regierungsbezirk Düsseldorf zugeteilt. 1930 kam Busch zum Amt Hemmerden.
Ortsgliederung

Zur Ortschaft Busch gehören das Gut Bickhausen, der Heckhauserhof und der Paulushof.
| Datum             | Einwohner |
| ----------------- | --------- |
| 31. Dezember 2006 | 103       |
| 31. Dezember 2007 | 099       |
| 31. Dezember 2010 | 103       |
| 31. Dezember 2012 | 095       |
| 31. Dezember 2013 | 092       |
| 31. Dezember 2014 | 105       |
| 31. Dezember 2015 | 108       |
| 31. Dezember 2016 | 109       |
| 31. Dezember 2017 | 116       |
| 31. Dezember 2018 | 109       |
| 31. Dezember 2021 | 106       |
| 31. Dezember 2022 | 104       |